# Happy Wheels
Happy Wheels és un videojoc en línia i de plataformes basat en la física ragdoll desenvolupat i publicat per Fancy Force. Creat pel dissenyador de videojocs Jim Bonacci el 2010, el joc compta amb diversos personatges, que utilitzen vehicles diferents, de vegades atípics, per recórrer els diversos nivells del joc.